# Fritz Seeger
Fritz Seeger (* 18. April 1912; Todesdatum unbekannt) war ein Schweizer Sprinter.
Bei den Olympischen Spielen 1936 schied er über 100 Meter im Vorlauf aus.
1938 wurde er bei den Leichtathletik-Europameisterschaften in Paris mit der Schweizer Mannschaft im Final der 4-mal-100-Meter-Staffel disqualifiziert.
Seine persönliche Bestzeit über 100 Meter von 10,6 s stellte er 1939 auf.